# Васіловиці
Васіловиці (пол. Wasiłowice, нім. Waschelwitz) — село в Польщі, у гміні Біла Прудницького повіту Опольського воєводства.
Населення — 162 особи (2011).

## Історія
Село засноване на початку 16 століття. Воно згадується в урбарії від 1531 року. 
Під час воєнних дій у 1945 році в околицях Василовіц загинув 41 німецький солдат, яких пізніше поховали місцеві жителі в полі за селом. Масові поховання були ексгумовані у 2015 році. 

## Демографія
Демографічна структура станом на 31 березня 2011 року:
|          | Загалом | Допрацездатний вік | Працездатний вік | Постпрацездатний вік |
| -------- | ------- | ------------------ | ---------------- | -------------------- |
| Чоловіки | 77      | 13                 | 54               | 10                   |
| Жінки    | 85      | 9                  | 54               | 22                   |
| Разом    | 162     | 22                 | 108              | 32                   |